# Joel Defries
Joel Defries (Londres, 14 de março de 1985) é um apresentador de televisão britânico, mais conhecido por seu trabalho no programa de televisão Blue Peter. Anteriormente, ele trabalhou na estação de televisão C4, da Nova Zelândia. 
Sua carreira na mídia neozelandesa começou na estação de rádio alternativa Channel Z, antes de se tornar o apresentador do programa Select Live. Em seguida, Defries tornou-se apresentador do programa Live at Yours, e passou a ser um nome conhecido entre os jovens do país. Ele também voltou ao rádio para apresentar o programa Joel's Take Out.
Em 5 de setembro de 2008, Joel foi anunciado como o substituto de Gethin Jones como apresentador do conhecido programa infantil Blue Peter, ao lado de Andy Akinwolere e Helen Skelton. O primeiro episódio apresentado por ele foi ao ar em 23 de setembro de 2008.